# Wang E
Wáng È (chinesisch 王諤) lebte um 1500 und war ein chinesischer Maler der Ming-Zeit.
Seine Landschaftsbilder nehmen stilistisch Bezug auf die Malerei der Song-Zeit und orientieren sich an dem berühmten Maler der Song-Akademie Ma Yuan, der zur Zeit der Süd-Song-Dynastie tätig war. Gleich seinem Vorbild verwendete Wang E die als Axthieb-cun (cun „Pinselstrich“) bezeichnete Technik, mit harten Pinselstrichen scharfkantige Felswände plastisch nachzuzeichnen. Ebenso wie Ma Yuan betonen seine Bildkompositionen die Diagonale. Daneben orientierte sich Wang E an dem zeitlich näher stehenden Hofmaler monumentaler Landschaften der Ming-Dynastie und Vorgänger Li Zai.
Wang E, der in der Stadt Ningbo (Provinz Zhejiang), einem traditionellen Ort des Malereigewerbes, geboren wurde, arbeitete während der Regentschaft des Kaisers Hongzhis und seines Nachfolgers Zhengde als Hofmaler innerhalb des Palastbezirks in der Halle der Menschlichkeit und Weisheit. Von beiden Kaisern in seiner Meisterschaft anerkannt, bezeichnete ihn Hongzhi als „Ma Yuan unserer Zeit“. Zenghde zeichnete ihn mit dem hohen symbolischen Titel eines Bataillonskommandeurs der Brokatkleidgarde aus. Seit 1510 zieren die Bilder Wang Es ein ihm verliehenes kaiserliches Siegel.

## Werkbetrachtung: „Auf der Suche nach der Pflaumenblüte im Schnee“

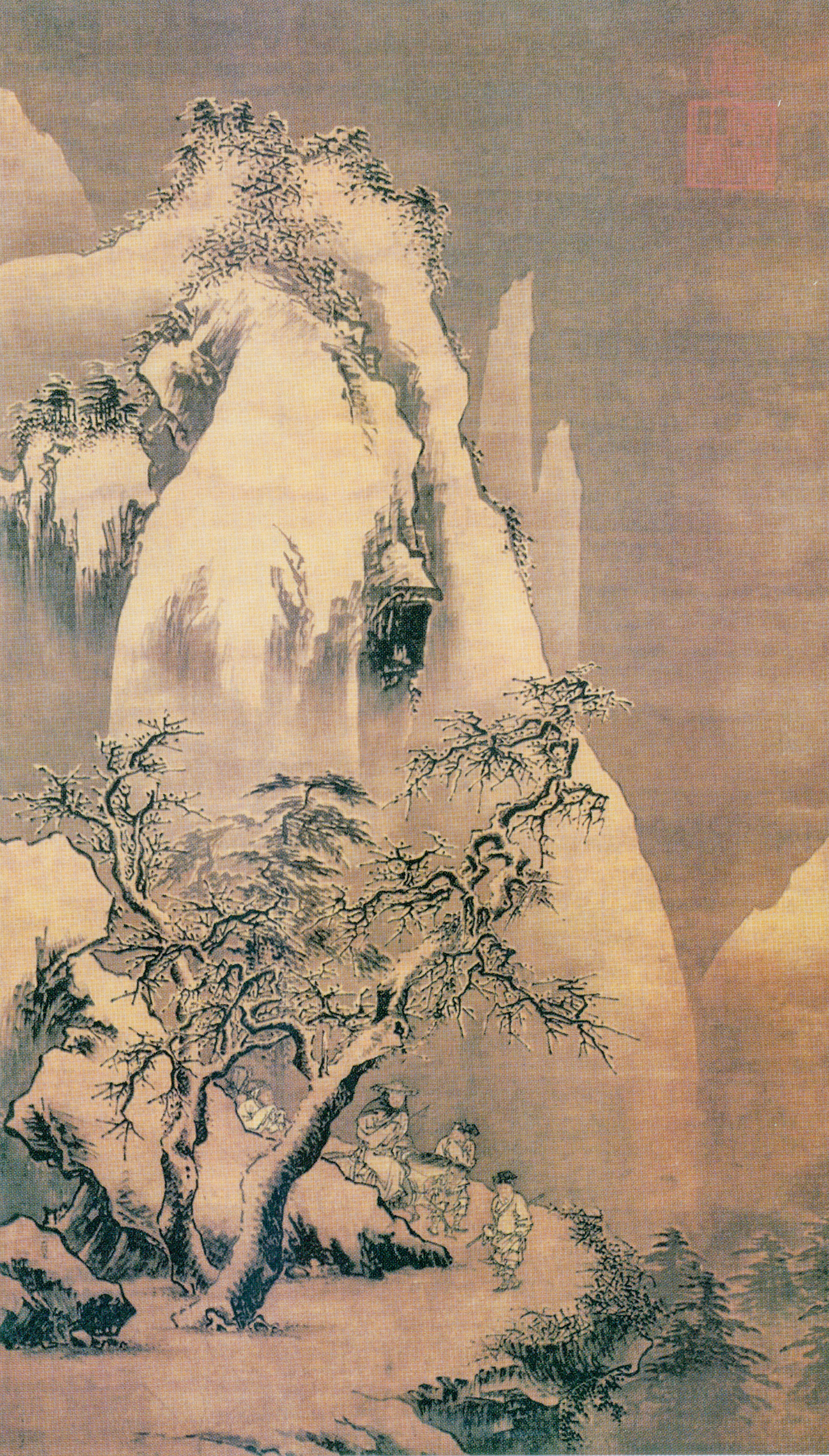
Wang E: Auf der Suche nach der Pflaumenblüte im Schnee

Das Bild ist auf einer Hängerolle mit den Abmessungen 106,7 × 61,8 cm in Tusche und Farben auf Seide gemalt und in der Regierungszeit Hongzhis (1487–1505) entstanden. Es trägt ein Siegel des Malers und zwei kaiserliche Siegel. Sein Titel lautet Auf der Suche nach der Pflaumenblüte im Schnee und zeigt eine winterliche Hochgebirgslandschaft mit dunklem Himmel, in der sich auf einem schmalen Gebirgspfad ein Reiter mit Gefolge auf ein im Nebel liegendes Tal hinab bewegt. Der erzählerische Titel des Bilds verweist auf den Tang-Dichter Meng Haoran, der in derartigen verschneiten Landschaften, auf einem Esel reitend, seine dichterischen Inspirationen gesucht haben soll. Obwohl das Bild kein ausdrückliches Gedicht benennt, verdeutlicht die Erwähnung der „Pflaumenblüte“ im Titel den poetischen Bezug, den das Bild mit einem herausragenden Motiv der chinesischen Literatur herstellt.
In Poesie und Erzählung erfreut sich die Pflaumenblüte als erste Blüte des Jahres und Vorbote des Frühlings in Asien besonderer Beliebtheit.
Technisch und malerisch besonders ansprechend sind dem Maler die Grauabstufungen der Tuschelavierungen gelungen, die mit der herausgehobenen Zeichnung der zerklüfteten, dunklen Felsvorsprünge und Baumspitzen kontrastieren.
Wang E gelingt es in diesem und ähnlichen Bildern, die Monumentalität der Landschaftsmalerei der Song-Akademie mit einer volkstümlichen und poetischen Bildsprache seiner Zeit zu vereinen, was seine damalige außerordentliche Popularität am Kaiserhof erklärt.
Das Werk befindet sich im Palastmuseum Peking.